# Tłok

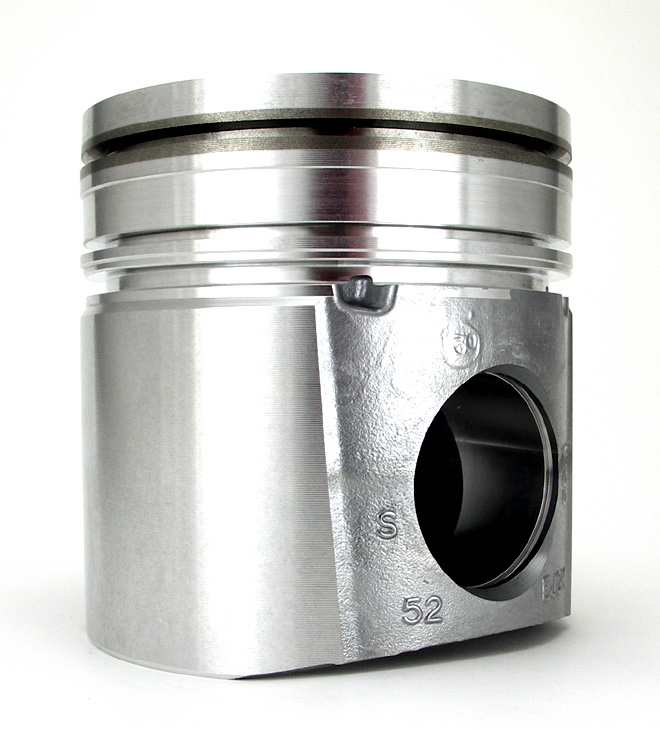
Tłok silnika o zapłonie samoczynnym

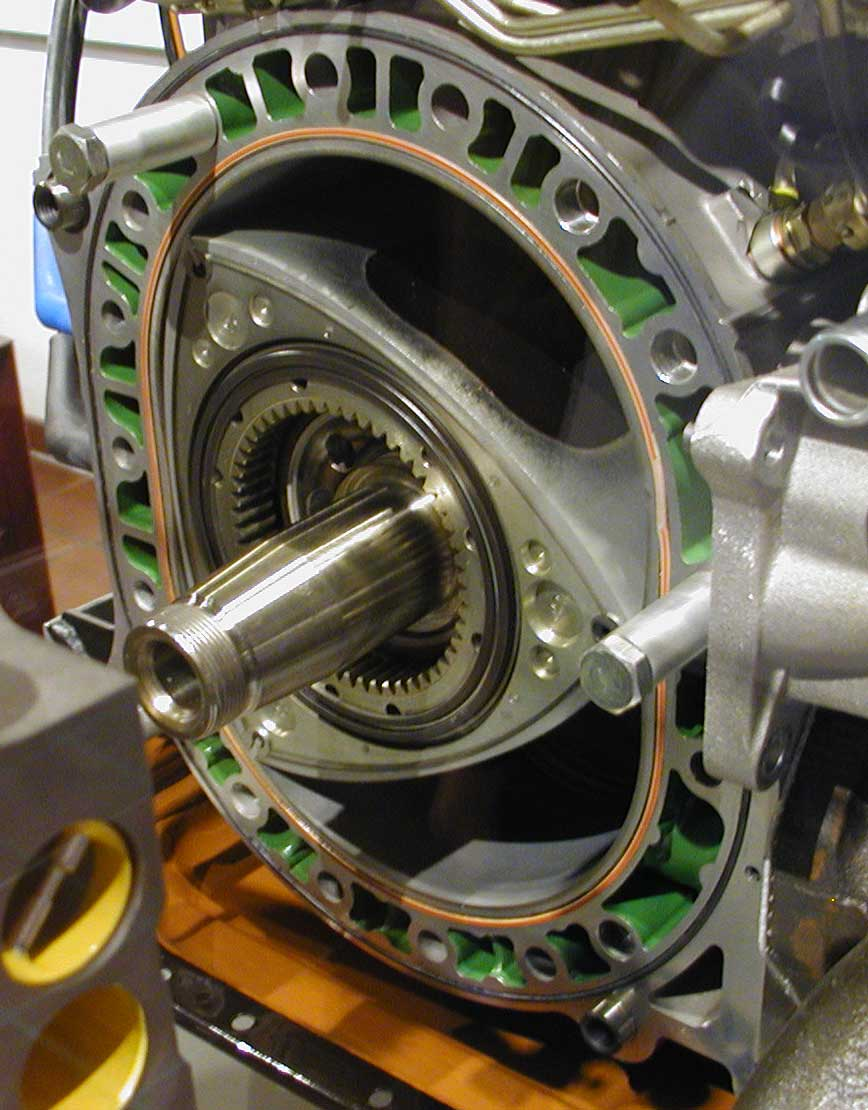
Silnik Wankla z widocznym tłokiem obrotowym

Tłok – element maszyn takich jak silniki tłokowe, pompy tłokowe, sprężarki i siłowniki hydrauliczne i pneumatyczne oraz innych mechanizmów.

## Definicja
Jest to element ruchomy, który porusza się w cylindrze względem którego jest uszczelniany zazwyczaj przez pierścienie tłokowe. W silniku ma za zadanie przenosić siłę z gazu w cylindrze na wał korbowy za pomocą tłoczyska lub korbowodu. W pompie funkcja odwraca się i siłę przenosi się z wału korbowego do tłoka w celu ściskania lub wyrzucania płynu z cylindra. W niektórych silnikach tłok działa również jako zawór, obejmując i odkrywając otwory w ściance cylindra.

## Podział
- tłok silnika spalinowego
- tłok obrotowy w np. silniku Wankla[3]
- tłok siłownika liniowego hydraulicznego[4], bądź pneumatycznego
- tłok siłownika kątowego[5]
- tłok siłownika beztłoczyskowego[6]
- tłok nurnikowy[7]
- tłok siłownika teleskopowego[8]